# إليانور كوبولا
إليانور كوبولا (بالإنجليزية: Eleanor Coppola) هي كاتبة سيناريو ومخرجة وممثلة أمريكية، ولدت في 4 مايو 1936 بلوس أنجلوس في الولايات المتحدة.

## وصلات خارجية
- إليانور كوبولا على موقع IMDb (الإنجليزية)
- إليانور كوبولا على موقع الموسوعة البريطانية (الإنجليزية)
- إليانور كوبولا على موقع ألو سيني (الفرنسية)
- إليانور كوبولا على موقع أول موفي (الإنجليزية)
- إليانور كوبولا على موقع قاعدة بيانات الأفلام السويدية (السويدية)
- إليانور كوبولا على موقع قاعدة بيانات الفيلم (الإنجليزية)
- إليانور كوبولا على موقع كينوبويسك (الروسية)